# Wilhelm Vogel
Pour les articles homonymes, voir Vogel.
Wilhelm Vogel, né le 20 décembre 1898 à Worms et mort le 16 avril 1989 dans la même ville, est un résistant allemand au nazisme.

## Biographie
Wilhelm Vogel apprend la serrurerie. En 1930, il devient secrétaire du district de Worms du KPD. Adversaire déclaré des nazis, il est arrêté immédiatement après la prise du pouvoir et interné dans le camp de concentration d'Osthofen. Le 28 avril 1933, il réussit à s'échapper alors qu'il doit laver la voiture du directeur Karl d'Angelo.
Il rejoint le territoire du bassin de la Sarre qui ne fait pas alors partie du Troisième Reich, et y poursuit son œuvre antifasciste pour le KPD. Après la réincorporation de la Sarre, il s'enfuit à Paris, où il rejoint le Mouvement Amsterdam-Pleyel. En 1936, il participa à la guerre d'Espagne au sein des Brigades internationales, où il est à la finfin sous-officier d'une unité d'artillerie. Au printemps 1939, il rentre en France où il est interné plusieurs fois. En novembre 1942, il réussit à s'échapper du camp de Gurs. Il est arrêté en Espagne et déporté au Maroc.
En 1944, il est soldat dans l'armée britannique avec laquelle il retourne à Worms en 1946. Il devient procureur pour la dénazification du district de Worms. Lorsque le KPD ordonne que ses membres ne soient plus actifs au sein de l'organisme de dénazification, il quitte le parti.